# Mareo
El mareo es una sensación desagradable que suele presentarse al girar la cabeza en repetidas ocasiones, al inclinarse o al incorporarse. El término es impreciso, y se puede confundir con el vértigo y con la cinetosis.

## Aspectos del síntoma

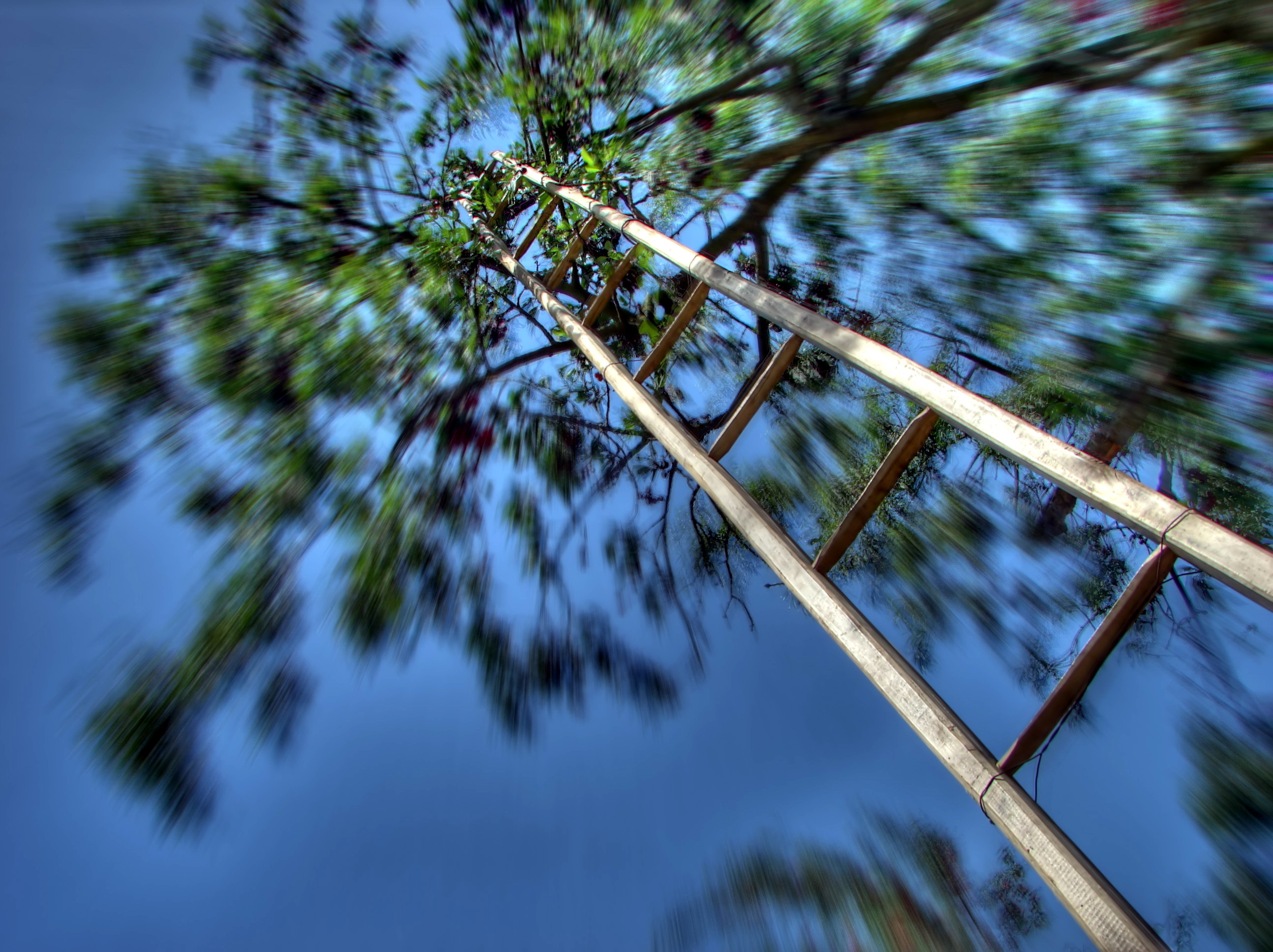
Personas con sensación de vértigo pueden llegar a ver así las cosas cuando experimentan mareos

El mareo también puede desencadenarse por viajar en vehículos (el mal del navegante, movimiento de un barco o un viaje en coche). En estos casos, cuanto más intenso sea el movimiento, suele empeorar el malestar (un vaivén más intenso en un barco o una serie de curvas al circular por una carretera). En casos leves solo existe una ligera sensación de náuseas, pero cuando el malestar es más grave hay problemas de equilibrio, vómitos, vértigo y pérdida de la coordinación.

## Clasificación
El mareo como fenómeno sintomático puede subdividirse en cuatro subtipos: vértigo (–50 %), desequilibrio (–15 %), lipotimia (–15 %) y mareo propiamente dicho (–10 %).

## Epidemiología
Según el país (la cultura favorece la expresión de emociones y, por ende, su asertividad), la frecuencia de este síntoma va desde 20-30 %, en los países anglosajones, hasta casi un 100 % en los países subdesarrollados.

## Generación del mareo
El mareo se debe a la sobreestimulación de los canales semicirculares, pequeños órganos que se encuentran en el oído interno cuya función consiste en percibir los cambios de posición de la cabeza (las tres dimensiones: x, y, z) para mantener el sentido del equilibrio. Uno de los casos más comunes es cuando el cuerpo, inicialmente en un movimiento constante (girando, por ejemplo), se detiene bruscamente y, al hacerlo y debido a la inercia, los canales semicirculares siguen en movimiento, lo que hace que estos envíen al cerebro, a través del líquido que contienen, la señal de que el cuerpo se halla aún en movimiento, lo que genera la sensación de mareo.
Cuando la estimulación es prolongada, es frecuente que la sensación de mareo persista por varias horas, incluso días, después de la finalización del estímulo. El caso más típico es el llamado mareo en tierra, que experimentan los marineros que han estado largo tiempo embarcados. En estos casos, la persona mantiene la sensación de que el suelo se sigue balanceando incluso días después de haber desembarcado en tierra firme. Habitualmente el efecto desaparece en las primeras 48 horas.

## Causas: origen biológico
La mencionada sobreestimulación de los canales semicirculares del oído interno puede deberse a multitud de factores: el consumo de prácticamente cualquier tipo de medicamento puede provocar mareos, tanto si no se trata del medicamento indicado para el padecimiento que se busca atacar con él como si la dosis es mayor a la estipulada; el mareo es uno de los muchos síntomas del embarazo, en la mujer; el consumo de muchas sustancias adictivas puede provocar mareo, incluso antes de que se genere la adicción a dicha sustancia (es una de las sensaciones más comunes provocadas por el consumo de bebidas alcohólicas, por ejemplo), y muchos tipos de padecimientos cursan, inicialmente o en sus fases más avanzadas, con sensaciones de mareo (por ejemplo, los ataques de pánico). También puede ser síntoma de hipercolesterolemia.

### Diagnóstico diferencial
Muchos padecimientos presentan mareo entre sus síntomas. Las condiciones médicas que incluyen el mareo son:
- vértigo postural paroxístico benigno
- enfermedad de Ménière
- neuritis vestibular
- laberintitis
- otitis media
- neurinoma del acústico
- cinetosis crónica
- síndrome de Ramsay Hunt
- migraña
- esclerosis múltiple
- gestación
- baja presión arterial (hipotensión)
- bajo contenido de oxígeno en la sangre (hipoxemia)
- infarto agudo de miocardio[10]
- déficit de hierro en la sangre (anemia)
- déficit de glucosa en la sangre (hipoglicemia)
- hiperglicemia
- cambios hormonales (por ejemplo, enfermedad tiroidea, menstruación, embarazo)
- trastorno de pánico
- hiperventilación
- ansiedad
- depresión
- habilidades disminuidas por la edad, visuales, de equilibrio y percepción de orientación espacial
- compromiso articular temporomandibular
- síndrome del músculo temporal
- hipercolesterolemia
- hipertensión arterial

El mareo también es consecuencia de la presencia de acetaldehído en el organismo cuando se consume alcohol excesivamente.

## Medicamentos contra el mareo
Una formulación común de medicamentos contra el mareo se vende en España con el nombre Biodramina; contiene dimenhidrinato y clorhidrato de piridoxina. A menudo también incluyen cafeína para contrarrestar el sueño provocado por los otros ingredientes activos. Se puede tomar como preventivo o después de sentirse mareado.